# Pavel Olegovics Filatyjev
Pavel Olegovics Filatyjev (Kamisin, 1988. augusztus 2. –) az orosz hadsereg egykori ejtőernyős katonája a 2022-es ukrajnai orosz invázió idején. Részletes, 141 oldalas emlékiratot tett közzé az orosz Vkontakte közösségi oldalon, amely 2022 augusztusában szenzációt keltett. Filatyjev a háború első két hónapjában részt vett a kezdeti szárazföldi invázióban. Megsebesült, és visszaküldték Oroszországba lábadozni, ez idő alatt (45 nap) írta meg emlékiratát, amely a „ZOV 56” címet kapta, az orosz járműveken az invázió során megjelenő taktikai jelkép után. Ezt követően több országon keresztül menekült Oroszországból. Tunéziában letartóztatták, ahol a hatóságok kémnek hitték. Tunézia után úgy döntött, hogy Franciaországba megy, ahol politikai menedékjogot kért.

## Életrajza

### Fiatalkor és karrier
A Volgodonszkban született Pavel Filatyjev katonai családból származik, korábban az orosz hadseregben szolgált Csecsenföldön a 2000-es évek végén. Ezután közel tíz évig a Miratorg vállalatnál dolgozott lókiképzőként. 2021-ben anyagi okokból újra besorozták a hadseregbe. 2021-ben a Filatyjevvel elsőként beszélgető újságíró, Andrew Roth szerint Filatyjev meglehetősen lojális volt a kormányhoz és a hadsereghez, fontosnak tartotta a parancsnokok utasításainak végrehajtását, de ez megváltozott az inváziót megelőző zűrzavar és a rossz körülmények, valamint a háború előrehaladtával romló élelmezési és egészségügyi körülmények és a hadsereg fegyelme miatt.

### A 2022-es ukrajnai orosz invázió beszámolója

#### Az invázió előzményei és az első napok
Filatyev ejtőernyősként szolgált az 56. gárda légideszant ezredben, amely a 2022. februári inváziót megelőzően a Krímben, az Oroszországi Föderáció által 2014-ben egyoldalúan elcsatolt ukrán félszigeten állomásozott. 2022 február végén egysége azt a feladatot kapta, hogy behatoljon Ukrajna szárazföldjére, olyan körülmények között, amelyeket Filatyev úgy jellemzett, hogy „kimerült és rosszul felszerelt” volt, „kevés konkrét logisztikával vagy céllal, és fogalma sem volt arról, hogy egyáltalán miért folyik a háború”. Kijelentette: „Hetekbe telt, mire megértettem, hogy egyáltalán nem volt háború orosz területen, és hogy mi csak megtámadtuk Ukrajnát”. Néhány nappal korábban egy ezredparancsnok azt mondta nekik, hogy „hagyják abba a pletykák terjesztését”, és hogy „néhány napon belül hazafelé tartanak, amint a gyakorlatok véget érnek”. Elmondta, hogy bár olyan pletykák kezdtek terjedni, hogy a katonák „megrohamozhatják” Herszon városát, ő eleinte képtelenségként utasította el ezeket a híreket. Mivel nem volt egyértelmű információja arról, hogy mi folyik itt, Filatyjev azt feltételezte, hogy egységét vagy az oroszok által megszállt donbászi területek megerősítésére, vagy a Krím elleni ukrán vagy NATO-támadás elleni védekezésre küldték; állítása szerint csak akkor jött rá, hogy Oroszország az agresszor, amikor a csoportját a Dnyeperen átívelő híd lerombolásával bízták meg.

### Herszon elfoglalása
További információk: Herszoni csata
Filatyjev szerint a katonai parancsnokság által az ezredének katonái számára teremtett szélsőséges körülmények – többek között alváshiány, alultápláltság és rossz higiéniai körülmények – arra késztették őket, hogy amint az orosz hadsereg elfoglalta Herszon városát, élelmiszert és értéktárgyakat tulajdonítsanak el az ukrán civilektől. A 2022. március 1-jei bevonulásukról Filatyev azt írta:
„Mint a vademberek, mindent megettünk: zabot, zabkását, lekvárt, mézet, kávét. Nem törődtünk semmivel, már a végsőkig ki voltunk téve. A legtöbben egy hónapot töltöttek a mezőkön, a kényelem, a zuhanyzás és a normális étel leghalványabb jele nélkül. Milyen vad állapotba lehet kergetni az embereket azzal, hogy nem törődnek azzal, hogy aludniuk, enniük és mosakodniuk kell. Minden, ami körülöttünk volt, hitvány érzést keltett bennünk; mint nyomorultak, csak a túlélésre törekedtünk”.
Filatyjev az orosz katonák fosztogatását Herszonban „Róma barbárok általi kifosztásának festményeihez” hasonlította. Elmondása szerint nem azt akarta igazolni, hogy katonatársai értéktárgyakat, például számítógépeket zsákmányoltak, de megérti, hogy egy ilyen tárgy többet ér, mint egy ejtőernyős havi fizetése, amiért nap mint nap az életét teszi kockára, és bírálta ezt a fosztogatást, mint az orosz hadsereg „lealacsonyításának” egyik módját. Bevallotta, hogy lopott egy sapkát, mert „túl hideg volt a símaszkom”. „Mindenki sietett, alvóhelyet keresett, és az emberek harcoltak a zuhanyzó sorban való helyért. Undorodtam ettől az egésztől, mégis rájöttem, hogy én is részese vagyok ennek az egésznek”. Egy irodaházban Filatyjev több orosz katonával együtt hideg pezsgőt ivott, és a tévén nézte a híreket: „A csatorna ukránul ment, a felét sem értettem. Ott csak annyit értettem, hogy az orosz csapatok minden irányból előrenyomulnak, Odesszát, Harkivot, Kijevet elfoglalták, elkezdtek felvételeket mutatni lerombolt épületekről, sebesült nőkről és gyerekekről”.

### Árkok Mikolajiv közelében
További információk: Mikolajivi csata
Herszon után Filatyjev ejtőernyős egysége március elején az erdőben bolyongott, és megpróbálta elérni a kb. 40 mérföldre lévő Mikolajevet. Egyszer Filatyjev megkérdezett egy magas rangú tisztet, hogy merre menjenek tovább, mire a parancsnok azt válaszolta, hogy fogalma sincs, mit kell tennie. Nem sokkal később, amikor előrenyomulásuk megakadt az ukrán védelemmel szemben, Filatyev ejtőernyős egysége Mikolajiv közelében lövészárkokban erősítette meg magát, ahol majdnem egy hónapig volt beszorítva az ukrán tüzérségi tűz alá. Kemény körülményeket írt le, megfelelő élelem, alvás és orvosi ellátás nélkül, így a különböző betegségekkel és sebesülésekkel küzdő katonák kezeletlenül maradtak, miközben a lövések megterhelték a mentális egészségüket. „Mindenki egyre dühösebb és dühösebb lett.” Azt írta, hogy egy hadifoglyot megcsonkítottak, és halott ukránok holttestét megcsúfolták. Néhány orosz katona szándékosan lábon lőtte magát, hogy hazatérhessen, és 3 millió rubel (40 542 font, 50 000 dollár) orvosi kártérítést kapjon. Filatyjev továbbá azt írta, hogy tanúja volt tanácstalan és rémült parancsnokoknak, régi és rozsdás felszerelésnek (a puska, amit kapott, rozsdás volt és néhány lövés után meghibásodott), baráti tüzes incidenseknek és a hadjárat megrekedt moráljának.
Április elején egy lövedék sarat lövellt a szemébe, ami fertőzést okozott. A szemfertőzés megvakíthatta volna, és miután öt napot töltött fájdalmak között, evakuálták vissza a Krímbe kezelésre. Ekkorra Filatyjev már annyira kiábrándult a háborúból, hogy megfogadta magának: „Istenem, ha túlélem, akkor mindent megteszek, hogy ezt megállítsam”.

### Kórházi kezelés és a"ZOV 56"írása
Kezdetben rosszul érezte magát amiatt, hogy bajtársait hátra kellett hagynia, miközben egy katonai kórházban lábadozott, de amikor felfedezte, hogy Oroszországban hogyan mutatták be a háborút, beleértve azt is, hogy tilos volt „háborúnak” nevezni, és szinte hallgatott a fronton tapasztalt szörnyű körülményekről és orosz kudarcokról, Filatyjev sokkal kritikusabbá vált a katonai vezetéssel, és végül a kormánnyal szemben, amelyhez mindig is lojális volt.(15:45, 17:02) A kórházban töltött idő után világossá tette, hogy nem akar visszatérni az egységéhez, amely nyomást gyakorolt rá, hogy csatlakozzon hozzájuk a fronton, aminek következtében dezertált az egységéből.(17:58) A felépülés során közvetlenül a Kremlnek írta a háborúval kapcsolatos panaszait, hogy megpróbálja elérni a politika megváltoztatását. A „ZOV 56” („ZOV”) című, 141 oldalas emlékiratának megírására is 45 napot szánt, és 2022. augusztus 1-jén, még Oroszországban élve, a VKontakte közösségi oldalon tette közzé. Ez volt az eddigi legrészletesebb beszámoló az invázióról egy orosz katona szemszögéből, és gyorsan széles körű nemzetközi médiafigyelmet kapott. Megmagyarázta, hogy miért mesélte el a történetét: „Sokakkal ellentétben én túléltem. A lelkiismeretem azt súgja, hogy meg kell próbálnom megállítani ezt az őrületet. ... Nem volt erkölcsi jogunk megtámadni egy másik országot, különösen nem a hozzánk legközelebb álló embereket”. Ezt követően ejtőernyős egységének minden tagja megszakította vele a kapcsolatot.

### Élet a száműzetésben
A következő két hétben Filatyev megpróbált Oroszországban maradni, mivel úgy érezte, hogy „az országnak szüksége van rá”, miközben Moszkvában szállodáról szállodára költözött, hogy elkerülje a rendőrség letartóztatását. Ez idő alatt interjút adott a The Guardian moszkvai tudósítójának, Andrew Rothnak egy moszkvai kávézóban. Roth felidézte: „Amikor találkoztam vele, szinte mindenki, akit ismert, azt mondta neki, hogy meneküljön el Oroszországból.”(20:57) Több ezer levelet és üzenetet kapott azoktól az emberektől, akik vagy támogatták és menekülésre buzdították, vagy ellenezték és fenyegették, felforgatva az életét.(21:34) Vlagyimir Osecskin emberi jogi aktivista több, az országból való meneküléshez nyújtott sürgős segítségét visszautasította, de végül beleegyezett, és 2022. augusztus 13-án elhagyta Oroszországot.
2022 augusztusának végén Filatyjev Franciaországba érkezett, és ott politikai menedékjogot kért. A Charles de Gaulle repülőtérre való megérkezése után az egyik első cselekedete az volt, hogy online beszédben bírálta Vlagyimir Putyin orosz elnököt, majd széttépte orosz útlevelét, és lehúzta a reptéri WC-n.(25:44)(4:08) Addigra „Nyugaton egyesek hősként üdvözölték”, de „csapássá és árulóvá vált szülőhazájában, Oroszországban, legalábbis a háború támogatói körében, akik tudnak a létezéséről, mivel az invázió ellenzőit agresszíven cenzúrázzák”. Könyvének egyes kritikusai azt állítják, hogy Filatyjev alábecsülte a Putyin elnök és az invázió támogatottságát az orosz katonák és civilek körében, míg „egyes ukránok és a háború orosz ellenzői szerint Filatyjev megbízhatatlan elbeszélő és bűnrészes az erőszakban”. Dan Bilefsky és Ivan Necsepurenko újságírók kijelentették: „Filatyjev úr beszámolóját az Ukrajnában töltött időszakáról a The New York Times nem tudta függetlenül ellenőrizni.” Andrew Roth és Pjotr Sauer azt írta: „A The Guardian nem tudta függetlenül ellenőrizni Filatyjev történetének minden részletét, de olyan dokumentumokat és fényképeket szolgáltatott, amelyekből kiderül, hogy a Krímben állomásozó 56. légideszantos ezred ejtőernyőse volt, hogy áprilisban »ukrajnai különleges feladatok végrehajtása« közben szerzett szemsérüléssel került kórházba, és hogy a háborúval kapcsolatos panaszait közvetlenül a Kremlnek írta, mielőtt a nyilvánosság elé állt.” A Los Angeles Times szerint: „Míg Filatyjev napi anekdotáit és az egyes jelenetek leírását nem lehetett függetlenül ellenőrizni, az 56. gárda légirohamezredben – amely részt vett Herszon elfoglalásában, majd a közeli Mikolajiv városa előtt állomásozott a fronton – teljesített szolgálatát megerősítették a hírszervezetek, köztük a most a lettországi Rigában székelő orosz oknyomozó konzorcium, az iStories, amely rövidített kivonatokat tett közzé.”. A CBC kijelentette: „Bár lehetetlen ellenőrizni az állításait, a beszámolója nagyon részletes”. A Washington Post szerint: „A Post nem tudta függetlenül ellenőrizni a beszámolóját. De Filatyjev bemutatta katonai igazolványát, amely bizonyítja, hogy a Krímben állomásozó 56. gárdista légdeszant ezredben szolgált, valamint dokumentumokat, amelyekből kiderül, hogy a frontról való visszatérése után szemsérüléssel kezelték”. Míg Makszim Erisztavi ukrán podcaster és aktivista azzal vádolta Filatyjevet, hogy „romantizálja” tetteit, mint „egy [ukrán] családokat gyilkoló orosz terrorista”, néhány hadtörténész úgy véli, hogy emlékirata meglehetősen megbízható, az orosz hadseregen belülről származó beszámoló, amely aláássa „a Kreml szüntelen dicsőítését az állítólagos ukrajnai katonai sikerekről”. Chris Owen író és kutató például azt mondta, hogy a ZOV „informatív bennfentes nézőpontot nyújt arról, hogy mi ment rosszul” Putyin úgynevezett „különleges katonai művelete” során.
A CBC Newsnak adott 2022. szeptember 6-i párizsi interjújában Filatyjev azt mondta: „Oroszországot egyfajta maffia foglyul ejtette. A parancsnokok, a kormányunk felhasználta a hadseregét, félrevezetve azt.”

## Magyarul megjelent
- Zov. Az orosz katona története, akinek elege lett Putyin háborújából / Az orosz katona, aki nemet mondott a háborúra – Helikon, Budapest, 2023 · ISBN 9789636201579 · fordította: Vígh Zoltán

## Fordítás
- Ez a szócikk részben vagy egészben  a   Pavel Filatyev című angol Wikipédia-szócikk fordításán alapul.  Az eredeti cikk szerkesztőit annak laptörténete sorolja fel. Ez a jelzés csupán a megfogalmazás eredetét és a szerzői jogokat jelzi, nem szolgál a cikkben szereplő információk forrásmegjelöléseként.